# نترات الزنك
 نترات الزنك (أو نترات الخارصين) مركب كيميائي له الصيغة Zn(NO3)2، ويكون على شكل بلورات عديمة اللون.

## الخواص
- ينحل نترات الزنك بشكل جيد جداً في الماء، كما توجد منه عدة أشكال مائية بالإضافة إلى الشكل اللامائي، مثل رباعي وسداسي الهيدرات، كما يمكن أن يكون ثنائي أو تساعي الهيدرات.
- يتميز نترات الزنك بخواصه المؤكسدة فهو يتفاعل مع المواد المختزلة بشكل عنيف.

## التحضير
تحضر الأشكال المائية من نترات الزنك من تفاعل فلز الزنك مع حمض النتريك الممدد كما في المعادلة:
Zn + 2HNO3 + 6H2O → Zn(NO3)2.6H2O + H2
أما الشكل اللامائي من نترات الزنك فيحصل عليه من تفاعل الزنك مع رباعي أكسيد ثنائي النيتروجين حسب المعادلة:
2Zn + 3N2O4 → 2Zn(NO3)2 + N2

## الاستخدامات
- يستخدم لتحضير مركبات الزنك الأخرى، مثل فوسفات الزنك. كما يستخدم كمادة بادئة من أجل الترسيب الكهرضوئي لمركب كبريتيد الزنك. في تطبيق آخر يستعمل محلول نترات الزنك كمادة بادئة لتحضير شرائح رقيقة من طبقات أكسيد الزنك وذلك عن طريق التحلل الحراري.[2]
- يستعمل كمرسخ لوني في صباغة.